# 大阪府都市開発5000系電車
1. 塗装変更された編成
2. ロゴマークが「NANKAI」に変更された編成

大阪府都市開発5000系電車（おおさかふとしかいはつ5000けいでんしゃ）は、大阪府都市開発が1990年（平成2年）から導入した通勤形電車である。
2025年（令和7年）に泉北高速鉄道が南海電気鉄道に吸収合併されたことに伴い、同年からは南海所属の車両となっている。
本項では、難波方先頭車の車両番号+F（Formation=編成の略）を編成名として表記する。

## 概要
泉北高速鉄道線における列車の増結、ならびに同線の和泉中央延伸による車両の増備を目的に、1990年（平成2年）から1995年（平成7年）にかけて8両編成×5本が製造された。大阪府都市開発の車両は従来、相互乗り入れ先である南海電気鉄道の車両をベースに設計されていたが、本系列はその系譜から脱却し、初の完全自社設計の車両となった。
製造は川崎重工業（現：川崎車両）と東急車輛製造（現：総合車両製作所横浜事業所）の2社が担当した。
当時の泉北高速鉄道線は1987年（昭和62年）4月の大阪市営地下鉄（現：Osaka Metro）御堂筋線の中百舌鳥延伸に伴い、利用客の流動が大きく変化しており、泉北高速鉄道線内折り返しの各駅停車で8両編成化が推進されていた。また1988年（昭和63年）3月には、泉北高速鉄道線が鉄道事業法における第一種鉄道事業免許を取得し、車両開発においても事業者として独自色を打ち出す機運が高まっていた。本系列は内外装に新たなデザインを取り入れるとともに、省エネルギーを考慮した新技術を積極採用して、21世紀にも通用する車両となることを目指し開発された。

## 車体
アルミ合金製で、大型押出材を連続溶接して組み立てた構造である。「清新にして優雅」をデザインの指標として、非貫通型の前面にフルワイドな大型局面ガラスを採用している。また車体には新たに塗装を施し、ベースカラーにアイボリー、側窓の下に濃淡2色の青のライン、窓上に濃青のラインを入れている。このうち窓上の濃青ラインは、前頭部に一番近い窓を覆いながら大胆に立ち上がるデザインとしている。これにより前頭部で濃青ラインが上下に別れた後、編成最後部でこれらが再び合流するという流動感のある塗装に仕上げている。側窓はユニット構造の2連窓で、窓枠はデザイン面から黒色に塗装、ガラスには熱線吸収ブロンズガラスを採用している。
なお、1996年（平成8年）の7000系営業運転開始に合わせ、濃青ラインの合流部に「SEMBOKU」のロゴが追加された。また2023年（令和5年）3月より、車体のラインカラーを濃青2本のみとした新塗装に順次移行していたが、2025年以降の新塗装については、泉北高速鉄道が南海に吸収合併された関係上、この塗装変更の計画を修正し、5507F以降は、南海車と同じ塗装とすることとなった。

### 客室
各部を暖色系で統一し、明るさの中に落ち着きを併せ持つ、高級感のある配色としている。座席はワインレッドのモケットを使用した従来通りのロングシートであるが、3000系ではパイプ式だった袖仕切りを枠組み方式に改め、立席客の干渉を防止している。床面は中央部を煉瓦色、両側を黄土色とするツートンカラーを採用している。
天井にはグローブ付きの蛍光灯を連続的に配置し、その脇に空調装置からの吹き出しスリットを設けている。また中央部にはレモンゴールドに着色した整風グリルを車体全長にわたって取り付け、天井全体を直線的なデザインにまとめている。グリルにはラインデリアを内蔵させている。
バリアフリー設備としては、扉開閉時のドアチャイム、側引戸上部にLED式の車内案内表示器（千鳥配置）を搭載するほか、中間車には車椅子スペースも整備されている（5501Fを除く）。優先座席は各車両の下り方に配置しているが、5503Fからはモケットをグレーに変更し識別化を図った。

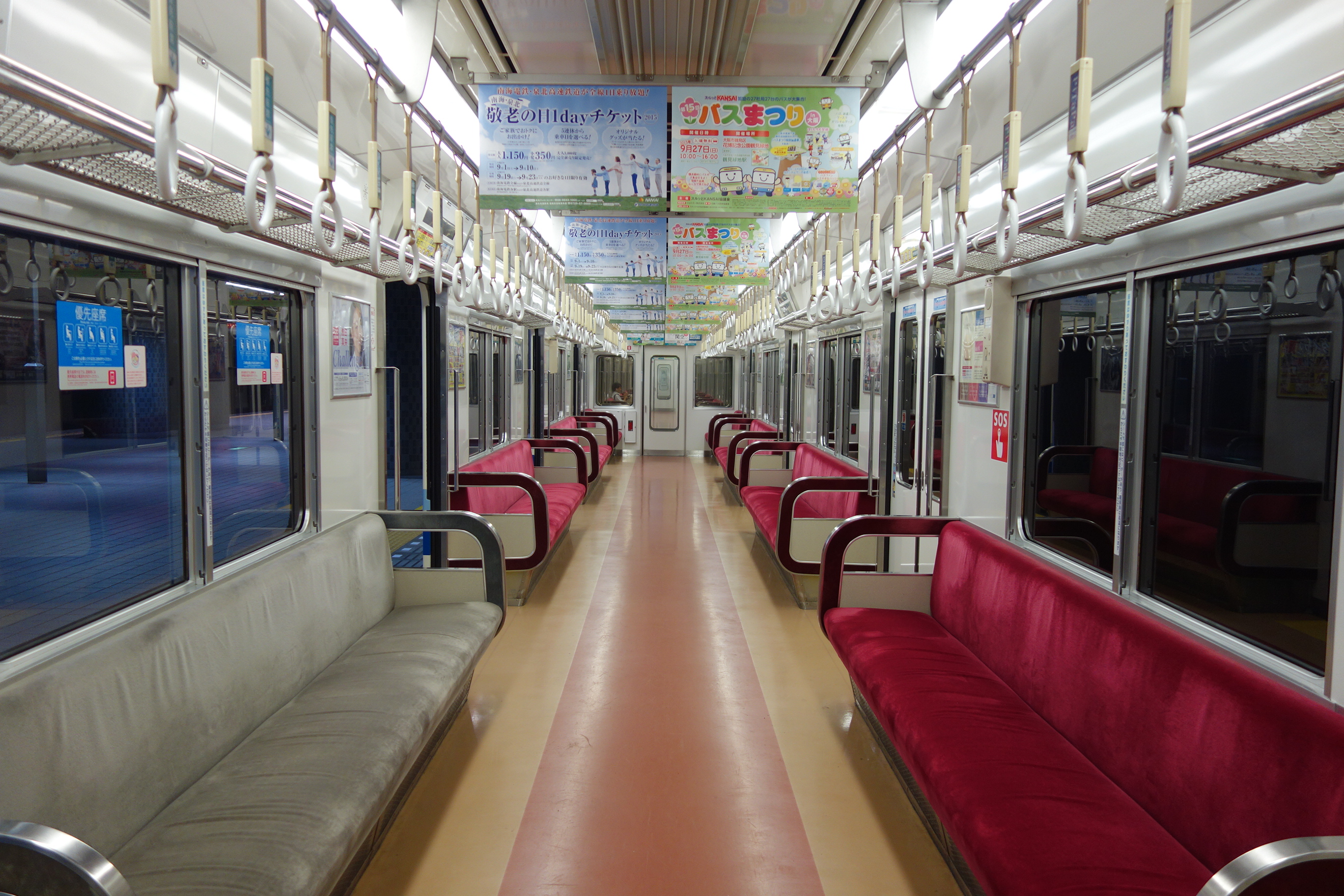
車内 （大規模修繕工事前）
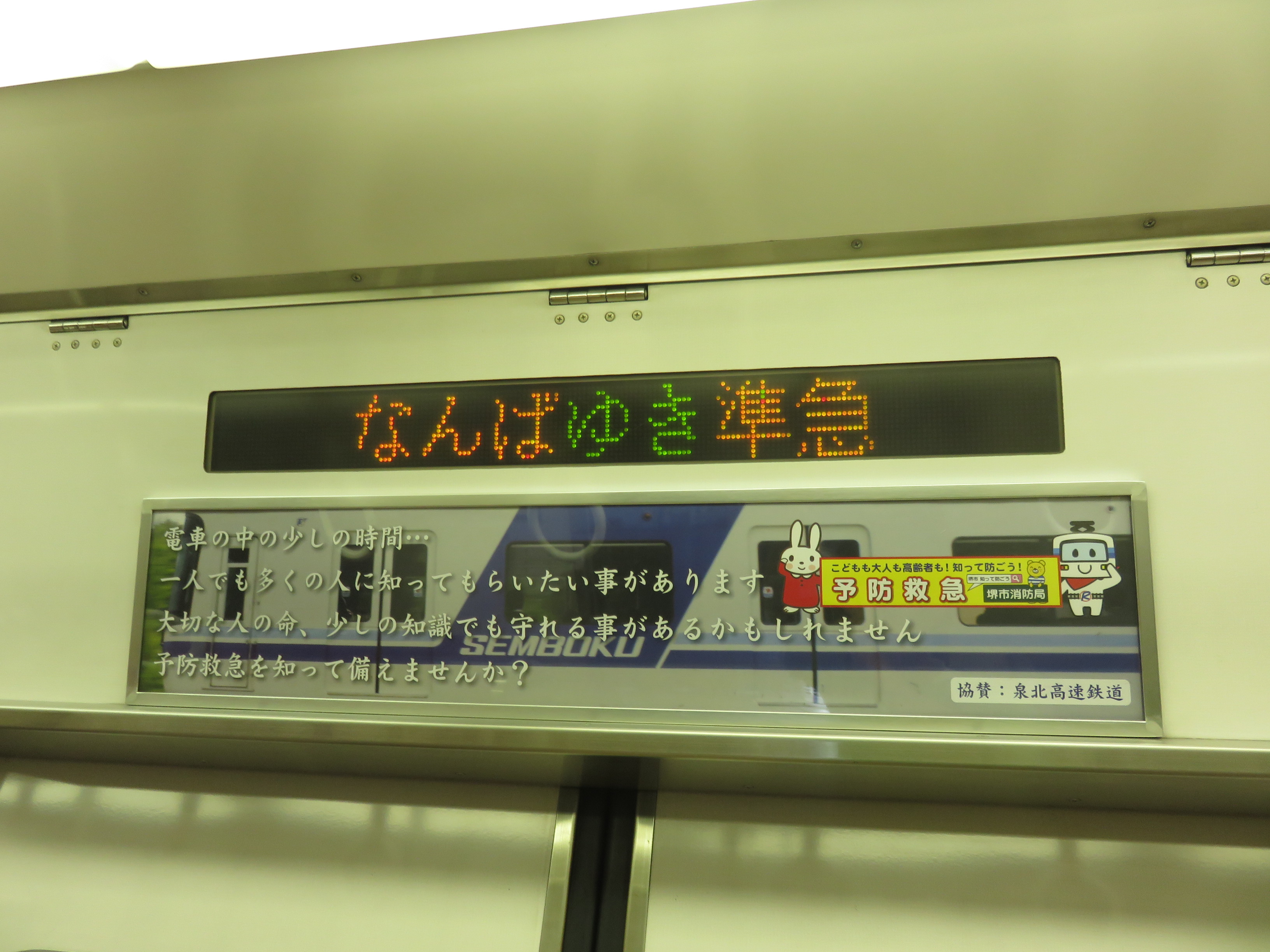
LED式車内案内表示器

## 主要機器
制御装置は、GTOサイリスタ素子を用いたVVVFインバータ制御装置を大阪府都市開発で初めて採用した。1基の制御装置で4台の主電動機を制御する。この制御装置は新たに定速運転機能を備えるもので、戻し2ノッチ操作により目標速度を設定できる。
主電動機は、省保守化が可能なかご形三相交流誘導電動機で、定格出力170 kW、異常時には南海高野線三日市町駅まで運用可能な性能を有する。
補助電源装置は静止形GTOコンバータ／トランジスタインバータ装置で、出力は140 kVA、1基あたり4両分を負担する。DC-DCコンバータ部で直流1500 Vから安定した直流330 Vと直流100 Vを出力、インバータ部で直流330 Vを三相交流220 Vに変換する。直流330 Vは全車引き通しで並列運転し、インバータ制御方式の空調装置と空気圧縮機それぞれの電源としている。
台車はSU形ミンデン式のボルスタレス台車を採用し、部品点数削減による軽量化と保守の省力化をねらっている。牽引装置は5501Fでは1本リンク方式としていたが、5503F以降ではZリンク方式に変更されている。
ブレーキ装置は回生ブレーキ併用の全電気指令式空気ブレーキで、回生効率を高めるためT車優先遅れ込め制御を行う。このため運転台は横形2ハンドル方式となった。
上記の通り、本系列では制御装置、ブレーキ装置、空調装置など各部にマイコンを多用することで車載機器のデジタル化を推進しているが、これに合わせて本系列には同社で初となる車両制御情報管理装置（TIS）が導入されている。これは主要機器の動作監視・故障記録等のモニタリング機能を有するとともに、力行・ブレーキ等の制御指令を伝送する機能と、同機能を活用した車上試験技術が結合された当時最新の車両情報システムである。これにより制御指令に関連する引き通し線を削減しているほか、故障対応を迅速化、保守費用の削減も図られている。
8両固定編成であるが、サハ5601形・サハ5602形には検査を柔軟に行うため、分割併合が容易な電気連結器と入換灯を装備している。

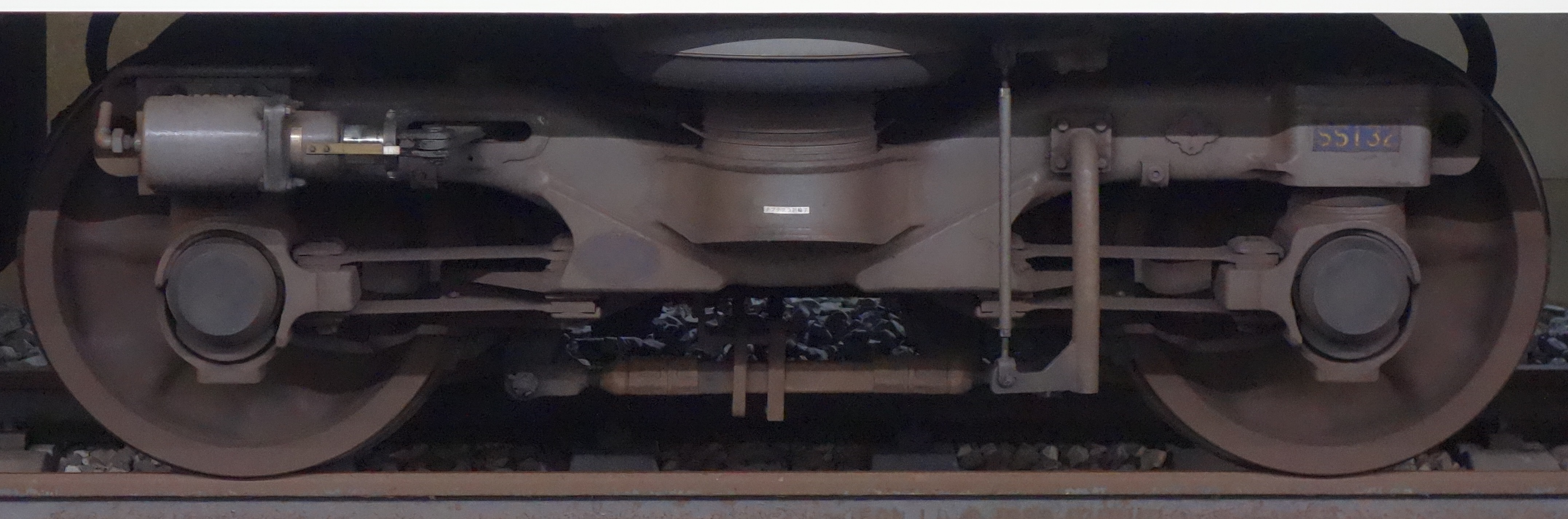
SS-132形台車
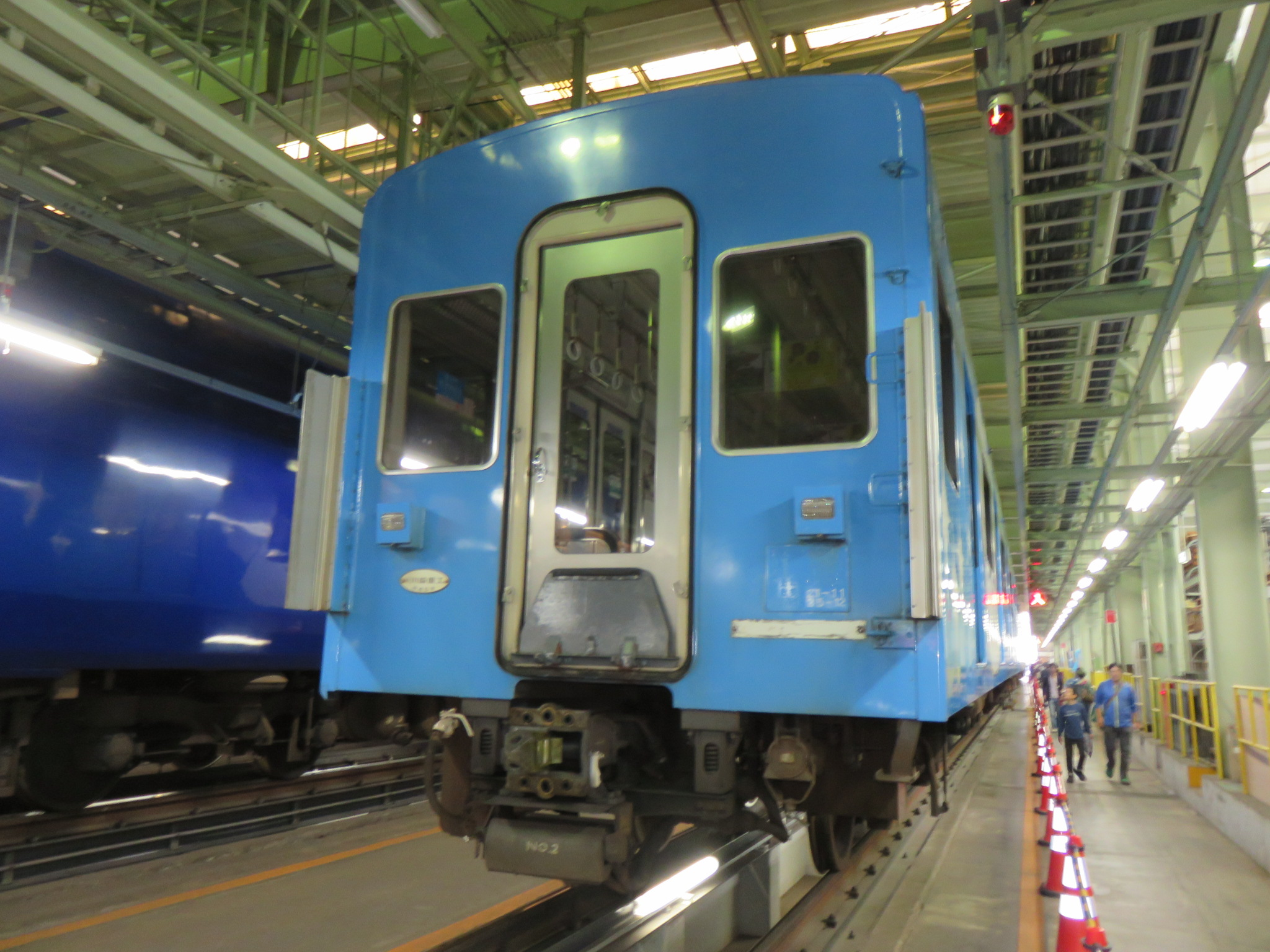
電気連結器と入換灯を装備するサハ5601形妻面 （せんぼくトレインフェスタ2015会場にて）

## 改造工事

### 大規模修繕工事

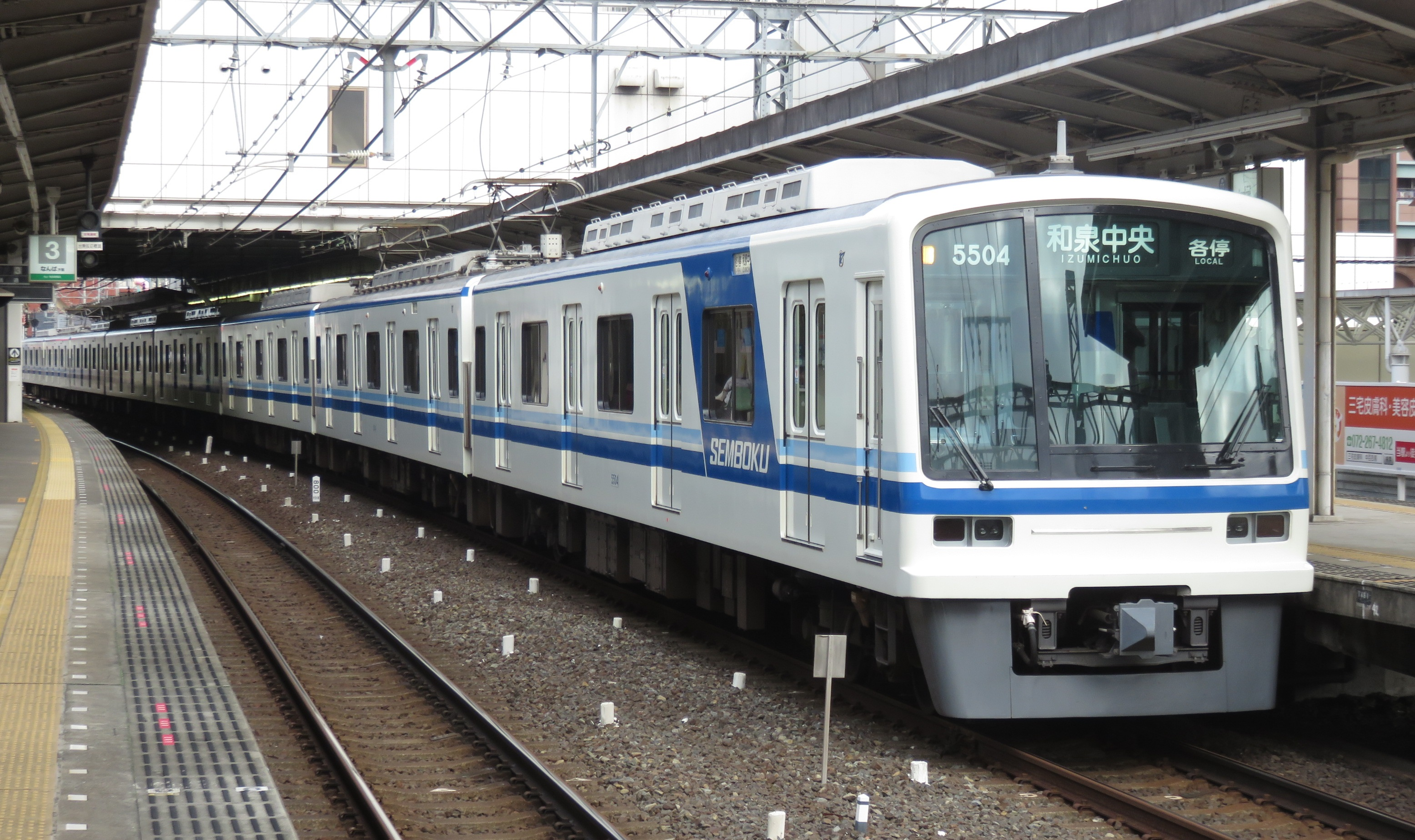
大規模修繕施工車
（2016年9月27日 中百舌鳥駅）

本系列は製造から20年以上が経過し、設備や機器の劣化が目立つようになった。また、新たなニーズに即したバリアフリー整備が必要となったことから、2014年（平成26年）より客室設備のリニューアルを中心とする大規模修繕工事が開始された。
施工内容は以下の通りである。
- 化粧板・床材の張り替え
- 座席モケットを7020系に準じたものに交換
- 南海8000系と同形状の大型座席仕切りを設置
- 先頭車に車椅子スペースを整備[注 5]
- 車内案内表示器を4ヶ国語対応のLCDに変更[注 6]
- ドア開閉動作予告灯の設置
- 側引戸の交換（客室側はステンレス無塗装）
- 乗降口位置を示す文字・点字シールの貼付
- 客室灯のLED照明化
- 出入口付近の枕木方向につり手を増設
- 前照灯・標識灯・尾灯をLED化
- 静止形DC-DCコンバータ／インバータを静止形インバータに更新（直流330 V出力廃止）
- 空調装置をインバータ制御からON／OFF制御に変更
- 空気圧縮機をインバータ起動から抵抗2段起動に変更

初めに5501Fが光明池車庫で改造され、2015年（平成27年）4月より営業運転に復帰した。翌2016年4月には施工2本目となる5503Fも営業運転に復帰した。5505Fは特別塗装だったためラッピングを剥離した青地の塗装のまま改造され、改造後は南海電鉄千代田工場にて標準塗装に改められた後、2018年（平成30年）5月より営業運転に復帰した。
2019年（平成31年）3月、2020年（令和2年）2月にそれぞれ施工された5507F・5509Fについては、列車種別・行先表示器のフルカラーLED化が併施されている。

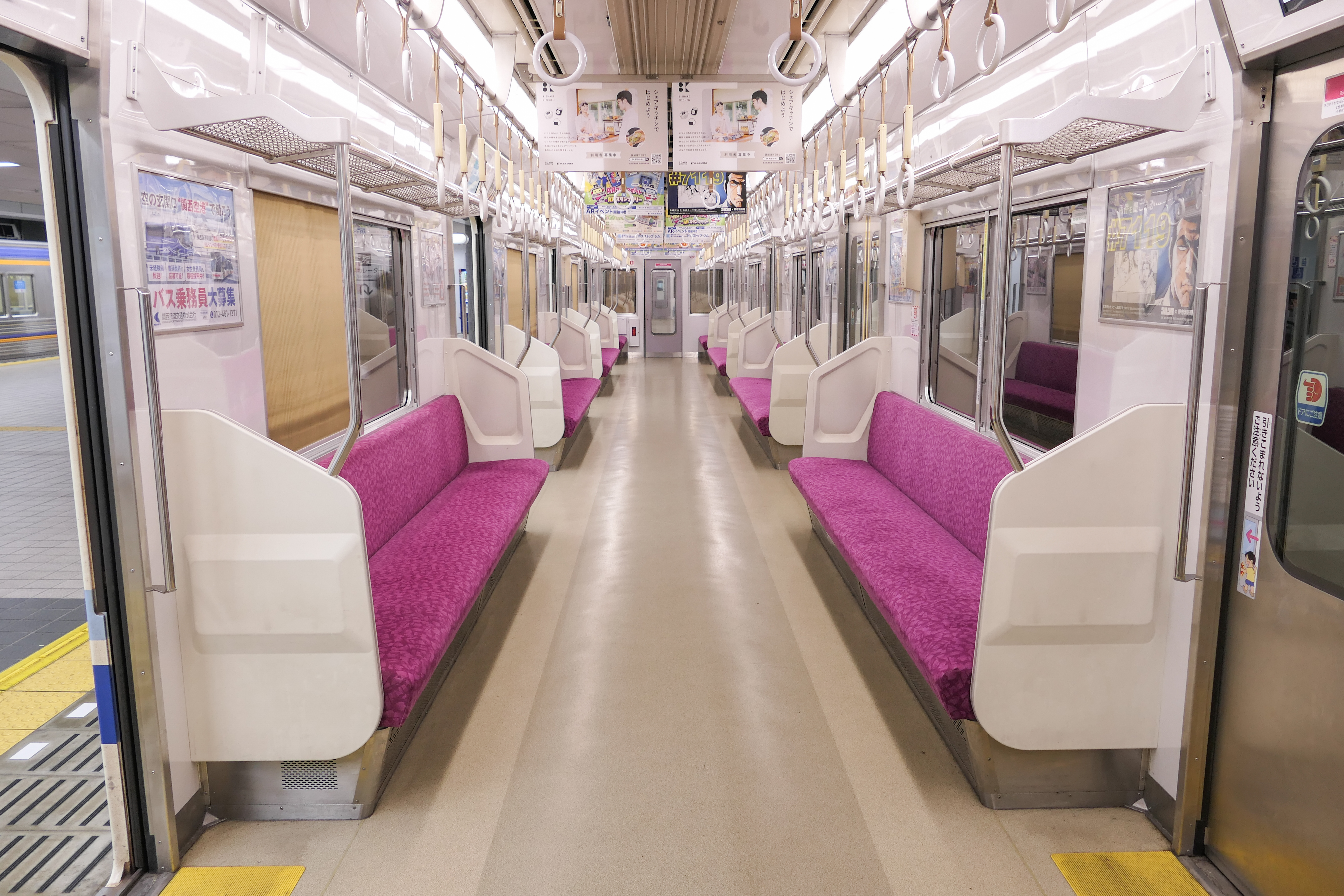
大規模修繕施工車の車内
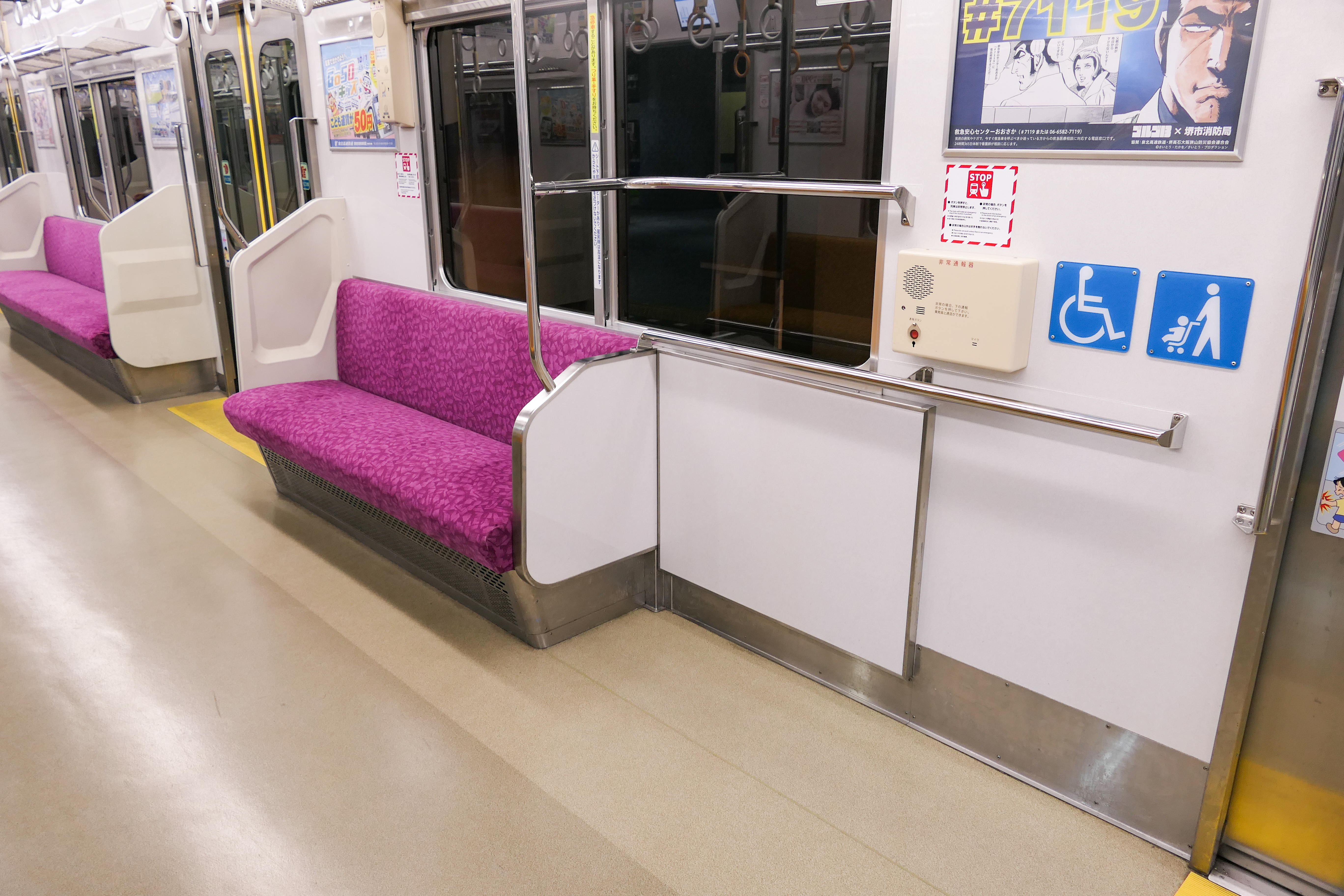
先頭車に新設された車椅子スペース
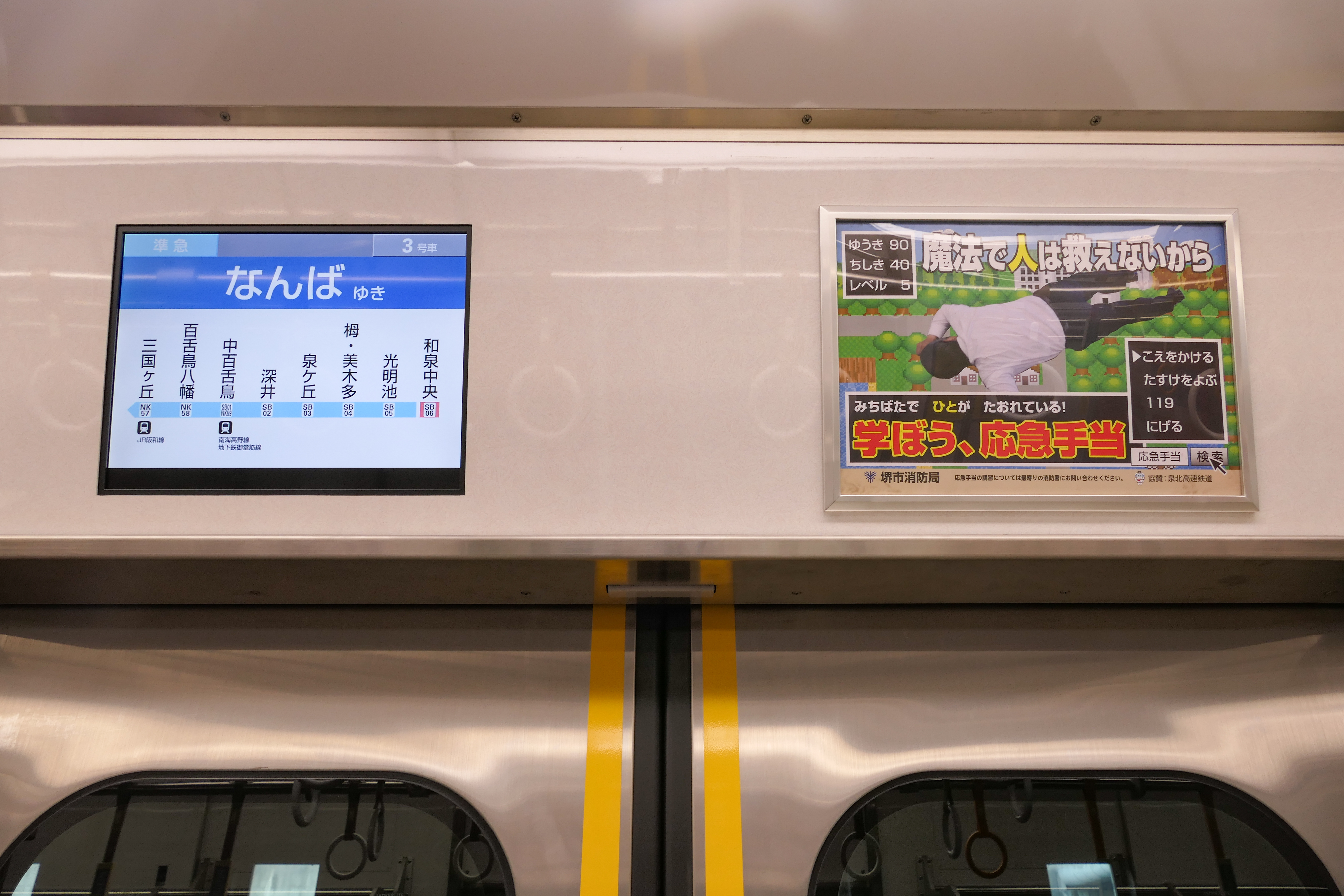
LCD式車内案内表示器
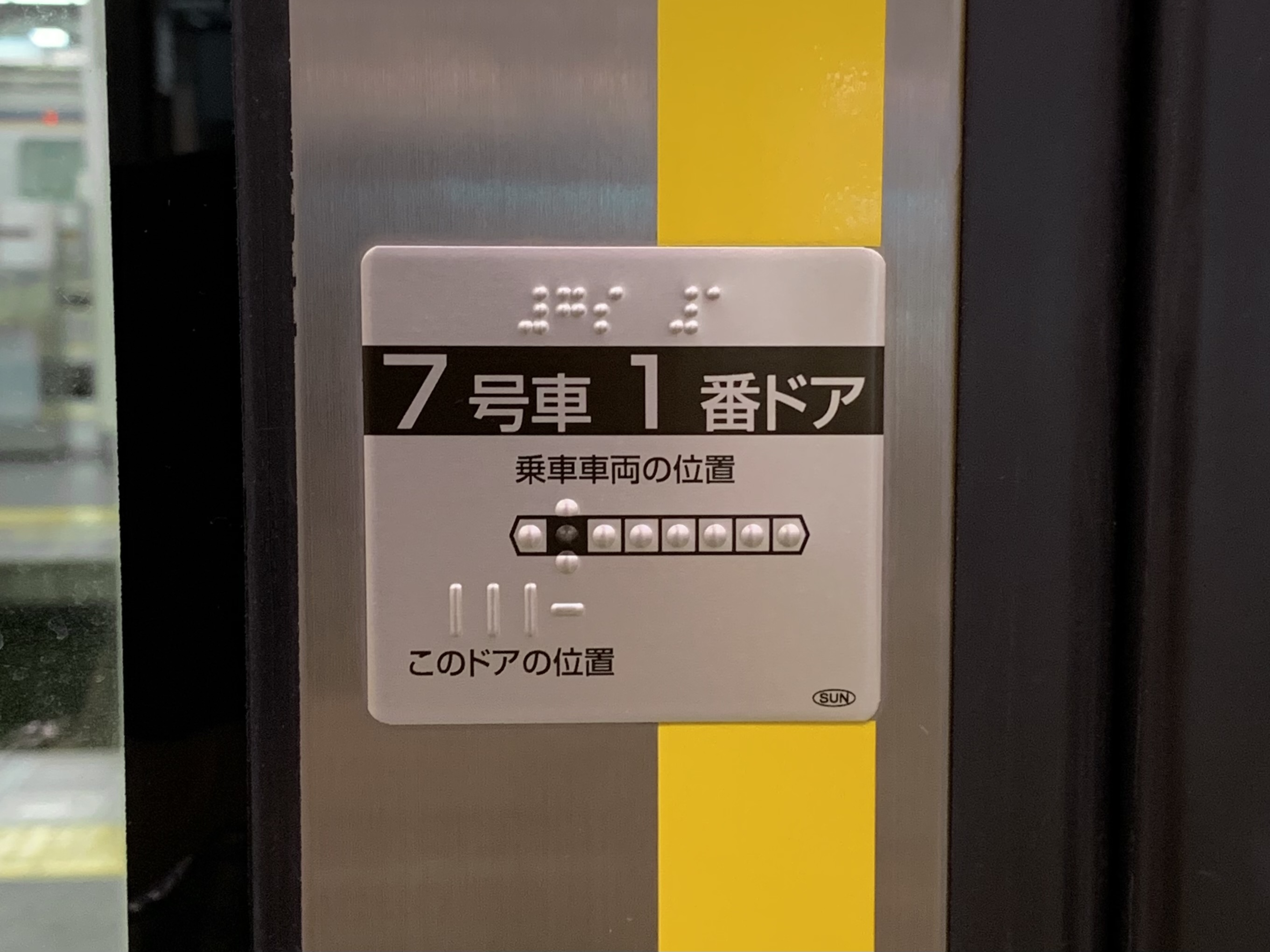
側引戸に貼られた文字・点字シール

### 制御器更新工事

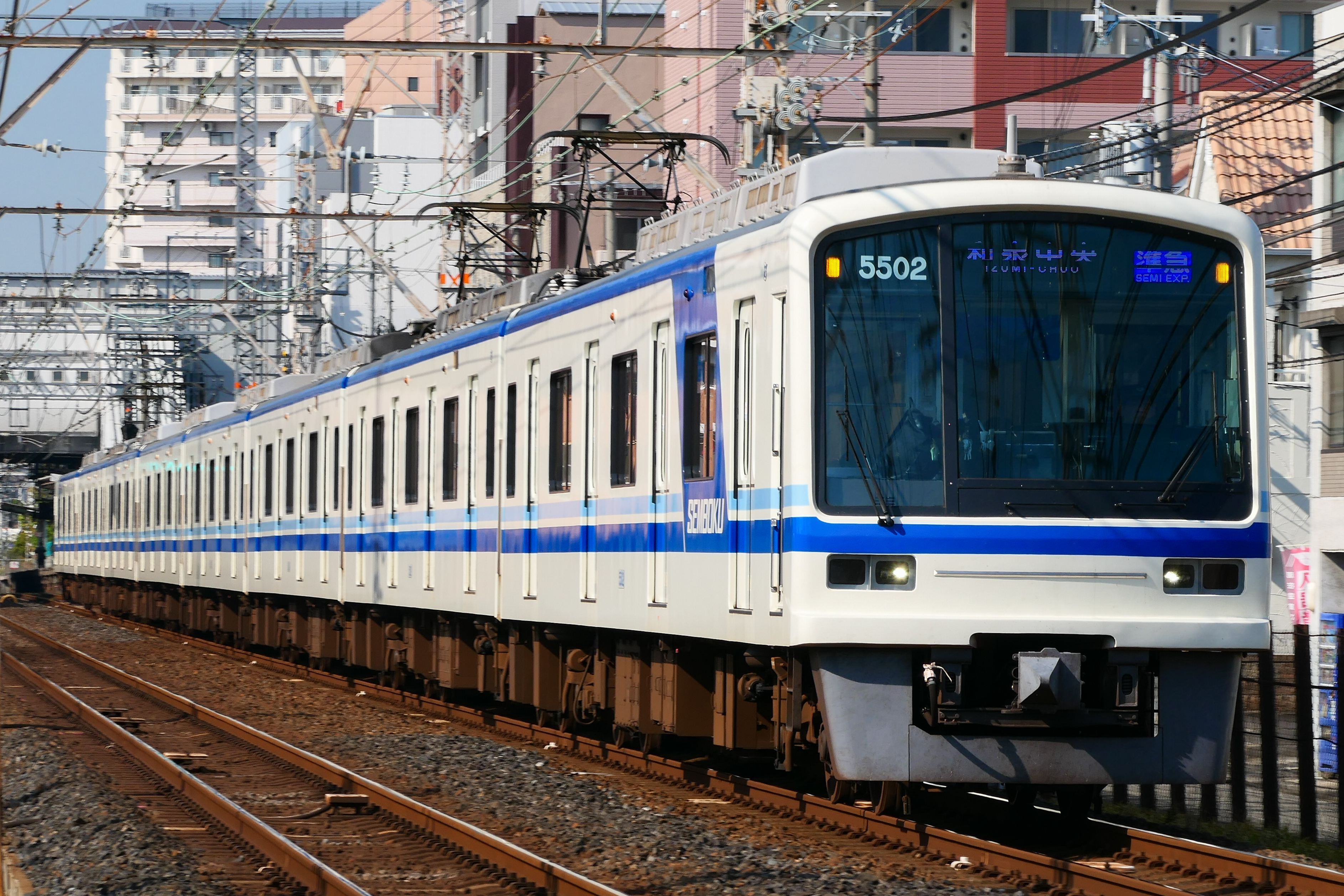
制御器更新工事施工車5501F

2022年（令和4年）1月、5501FがハイブリッドSiC素子を適用した制御装置に更新され出場した。本工事では自動放送装置の設置、TIS更新、列車種別・行先表示器のフルカラーLED化も併せて行われている。同年11月には5503Fが、2024年（令和6年）2月には5505Fが同一の工事を終え出場した。

2024年（令和6年）4月現在の改造工事の進行状況は以下の通りとなっている。
| 編成  | 大規模修繕工事 | 列車種別・行先表示器 フルカラーLED化 | 制御装置更新 自動放送装置の設置 |
| ----- | -------------- | ------------------------------------ | ------------------------------- |
| 5501F | 完             | 完                                   | 完                              |
| 5503F | 完             | 完                                   | 完                              |
| 5505F | 完             | 完                                   | 完                              |
| 5507F | 完             | 完                                   | 未                              |
| 5509F | 完             | 完                                   | 未                              |

### 表示類の南海仕様化
2025年（令和7年）4月の南海電鉄への吸収合併に向け、2024年（令和6年）12月から泉北高速鉄道の表示類が南海電鉄の仕様に順次変更された。車体側面の社章を南海CI章に変更、側面「SEMBOKU」ロゴを「NANKAI」ロゴへ変更、車内の社名銘板の取り外しが行われた。
さらに2025年7月に千代田工場から検査出場した5507Fは、グレーをベースカラーにブルー■とオレンジ■の帯が配された、南海標準塗装への変更が行われている。

## 特別塗装車

### ハッピーベアル
1999年（平成11年）5月5日より、大阪府堺市の大阪府立大型児童館ビッグバン開館（同年6月）を記念し、館長である漫画家松本零士のデザインによる特別塗装が5505Fに施された。車体には同館のイメージキャラクターである「ベアル」と「メロウ」が描かれていた。この塗装は当初は2001年（平成13年）4月までの予定であったが、好評のため2005年（平成17年）に塗装を修繕し引き続き運行された。
2009年（平成21年）、ビッグバン開業10周年を機に同編成の愛称を公募することとなり、6月21日に松本も臨席して愛称発表式が行われ、「ハッピーベアル」とすることが発表された。発表後、前面窓裾に愛称のロゴステッカーが貼り付けられた。
前述の大規模修繕工事のタイミングに合わせ、2017年（平成29年）10月1日をもって運行を終了した。同年9月20日よりメッセージステッカーが貼り付けられ、運行終了後は10月7日開催の「せんぼくトレインフェスタ2017」会場で7000系フロンティア号とともに展示された。

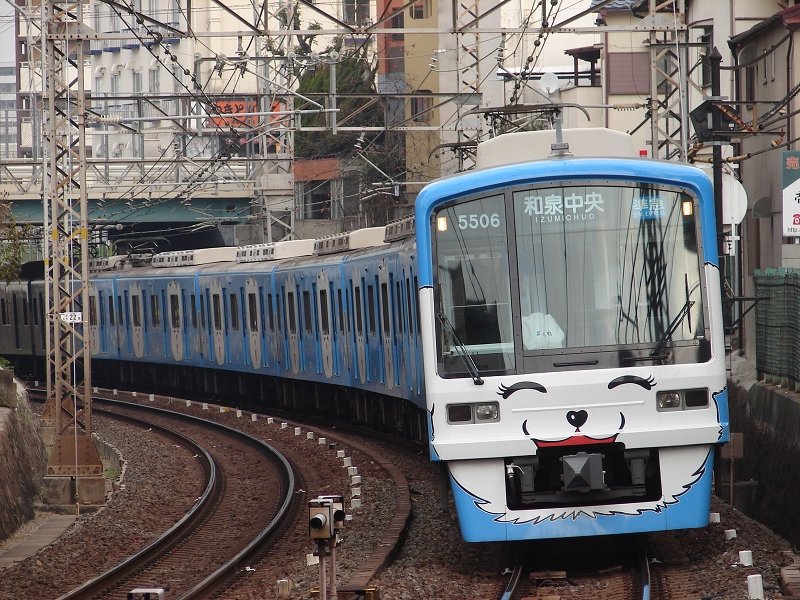
5000系特別塗装車
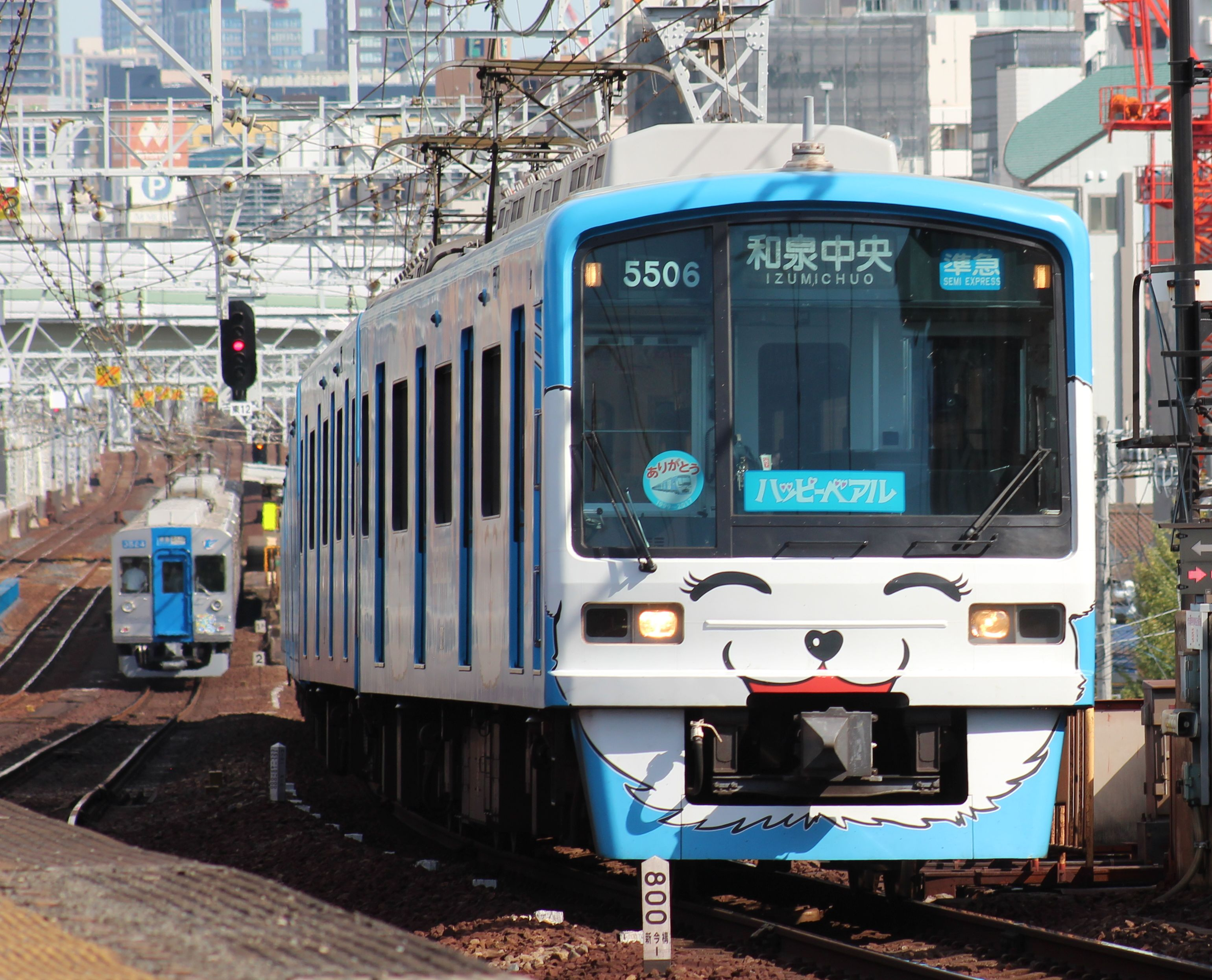
愛称のロゴステッカーの隣に「ありがとう」のメッセージステッカーが貼り付けられた

### 泉北高速鉄道ラッピング電車
2023年（令和5年）9月8日より、泉北高速鉄道の公式マスコットキャラクター「せんぼくん」「ブラックせんぼくん」と、「和泉こうみ」をはじめとした「鉄道むすめ」のキャラクターを外観、内装ともにあしらったラッピング電車が運行を開始した。
外観は難波方前面と東側側面に「せんぼくん」「ブラックせんぼくん」、和泉中央方前面と西側側面に「鉄道むすめ」が描かれている。内装では、難波方先頭車に「せんぼくん」「ブラックせんぼくん」、和泉中央方先頭車に「鉄道むすめ」をそれぞれ運転台壁面、乗降扉、座席の各部にデザインしているほか、大規模更新工事の際に新設された自動放送装置を用いて「せんぼくん」「ブラックせんぼくん」をイメージした声で案内放送も行われている。ラッピングは5503Fに実施され、運行期間は当面の間を予定している。

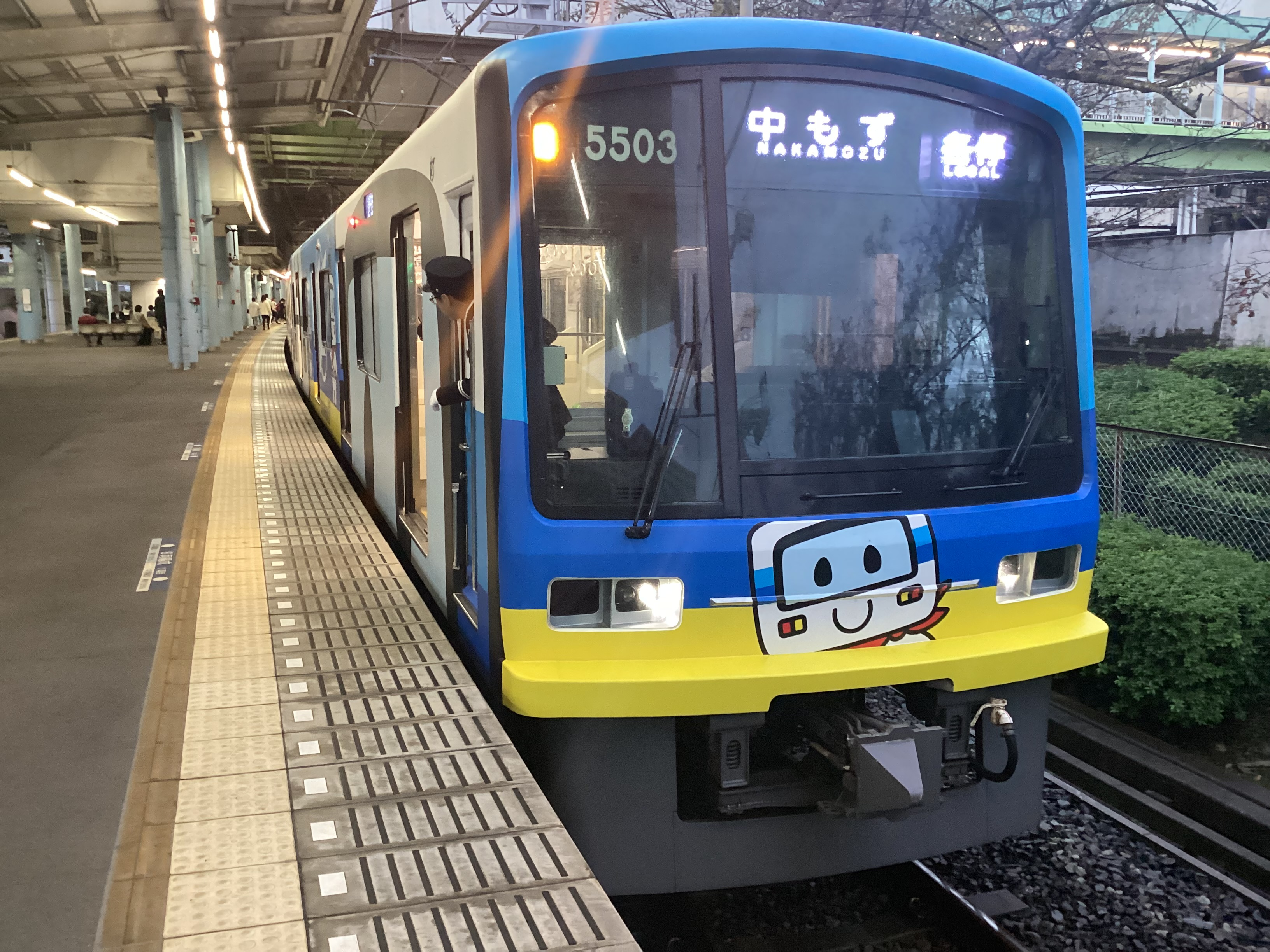
5503編成なんば側先頭車のラッピング。前面に泉北高速鉄道公式キャラクターの「せんぼくん」が乗っているように描かれている
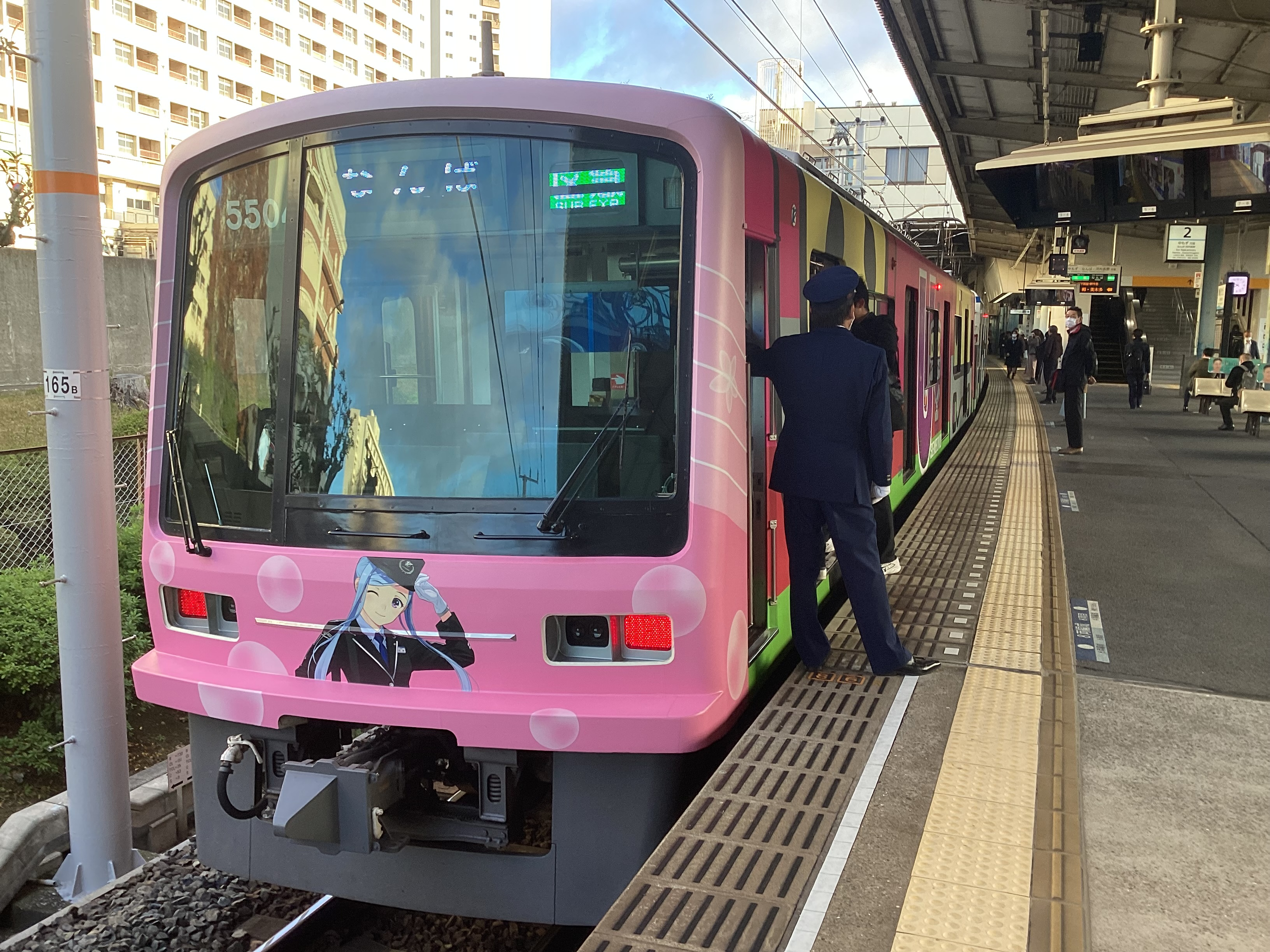
5503編成の和泉中央側ラッピング。こちらも泉北高速鉄道の鉄道むすめである「和泉こうみ」が描かれている。

### その他のラッピング
- 2018年（平成30年）2月13日から2020年（令和2年）まで、5503Fの車体に泉北沿線の大学（桃山学院大学、桃山学院教育大学、プール学院短期大学）のスクールカラー、ロゴ等をデザインしたラッピングが実施された[34]。
- 2021年（令和3年）3月から11月まで、泉北高速鉄道開業50周年記念の一環として、5507Fが「泉北シルバニアファミリー号」として運行された[35][36]。
- 2025年（令和7年）3月より、吸収合併後の新路線名「南海泉北線」と新運賃をPRするラッピングを5509Fに施工し運行している[37][38]。沿線出身のプロゴルファー高木萌衣と「せんぼくん」、「ブラックせんぼくん」がデザインされている。

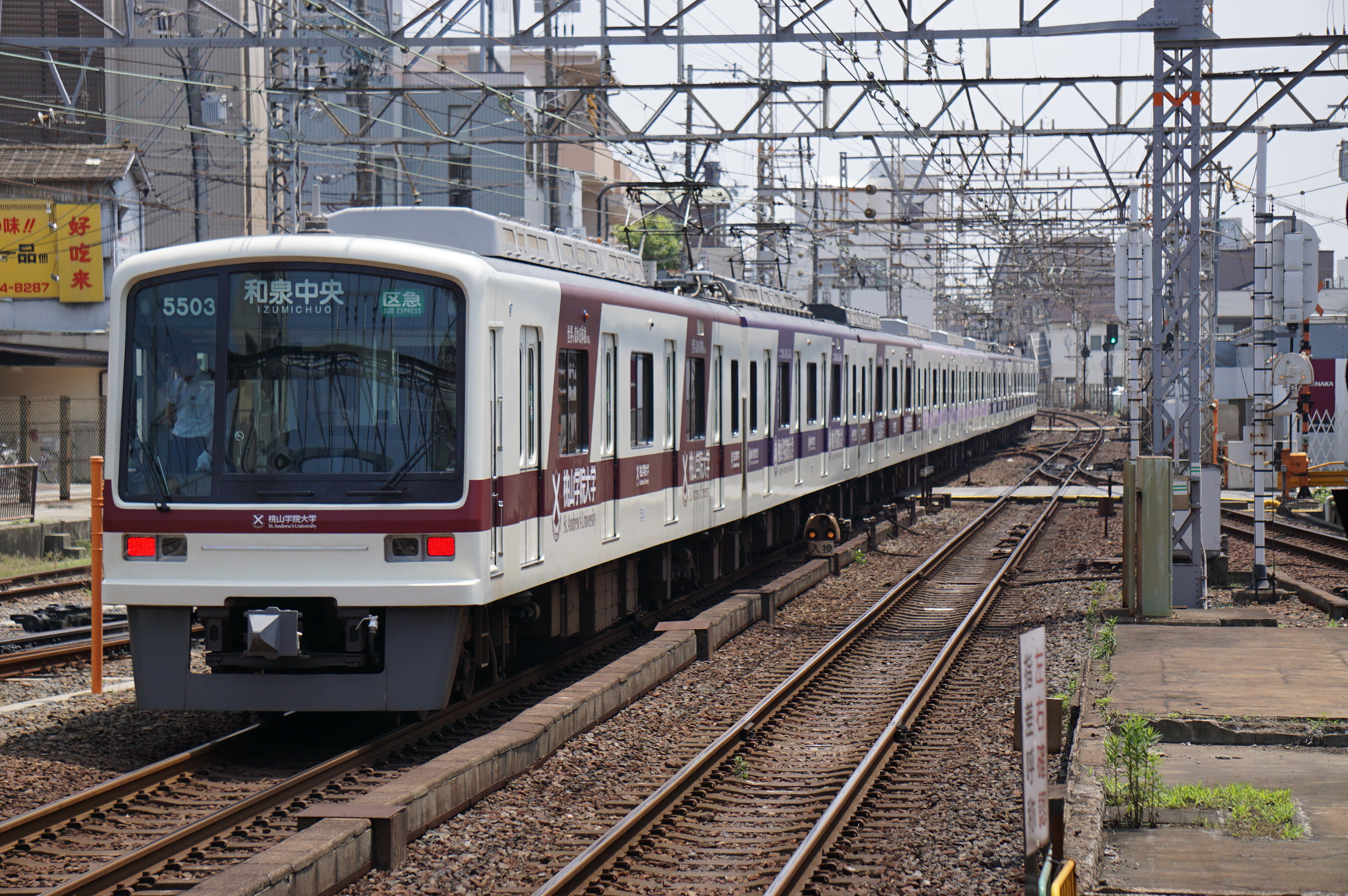
沿線大学ラッピング （5503F）
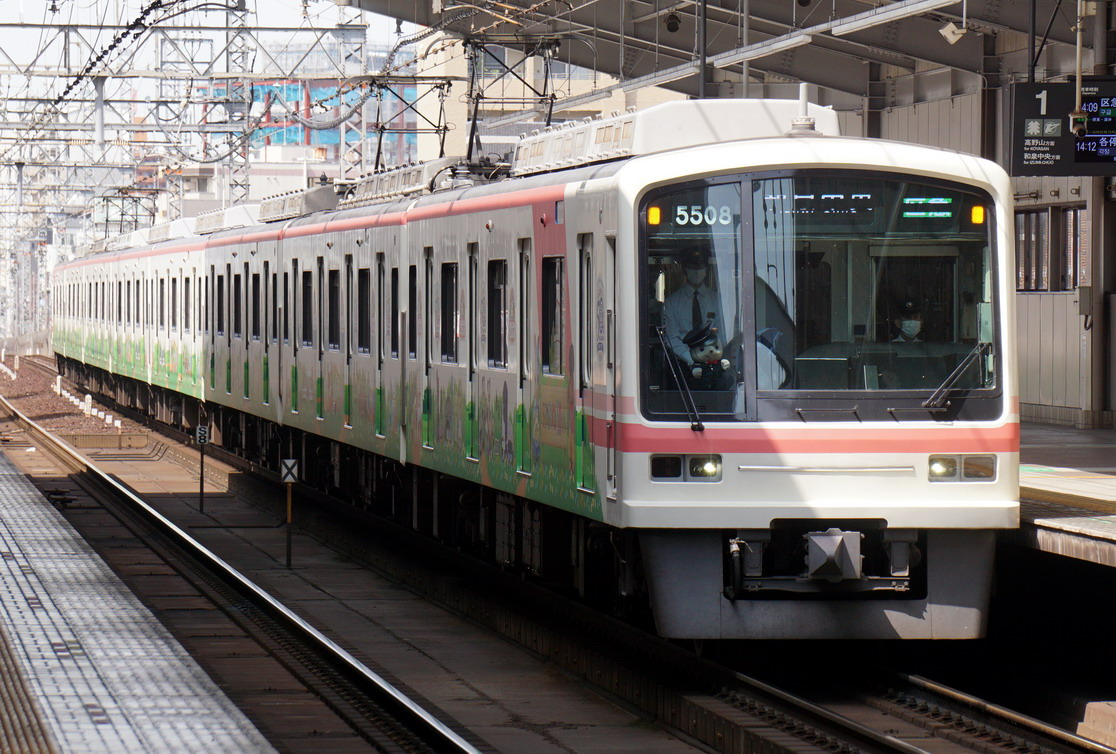
泉北シルバニアファミリー号 （5507F）

## 運用
泉北線内折り返しの各駅停車と、高野線に直通する準急行・区間急行に使用される。登場当初は線内折り返しのみの運用で、高野線への乗り入れは1992年（平成4年）11月ダイヤ改正から開始された。なお、高野線堺東駅以北にはホーム有効長が6両編成の駅があるため、高野線に直通する各駅停車への運用実績はない。
2005年（平成17年）10月16日のダイヤ改正後は、日中データイム時に8両編成で運転される列車が激減したため、8両固定編成である同車の運用も相応に減少したが、2015年（平成27年）12月5日ダイヤ改正で日中の運用を再開している。また、この改正からは平日朝ラッシュ時に区間急行難波行きとして運転される場合、サハ5601形が和泉中央駅 - 天下茶屋駅間で女性専用車両として設定されるようになった。
全般・重要部検査は、2002年（平成14年）度から自社光明池車庫にて行われていたが、南海グループ参入後の2016年（平成28年）からは再び千代田工場に変更されている。このため入出場の回送時に限り、南海高野線中百舌鳥駅 - 千代田工場間を走行する。

## 編成表
2024年（令和6年）4月1日現在、8両編成×5本の計40両が在籍する。
なお、本系列は併結を行わない固定編成であることから、他系列とは異なり、難波方から順に号車番号が設定されている。
| ← 難波・中百舌鳥和泉中央 → | ← 難波・中百舌鳥和泉中央 → | ← 難波・中百舌鳥和泉中央 → | ← 難波・中百舌鳥和泉中央 → | ← 難波・中百舌鳥和泉中央 → | ← 難波・中百舌鳥和泉中央 → | ← 難波・中百舌鳥和泉中央 → | ← 難波・中百舌鳥和泉中央 → | ← 難波・中百舌鳥和泉中央 → | ← 難波・中百舌鳥和泉中央 → | ← 難波・中百舌鳥和泉中央 → | ← 難波・中百舌鳥和泉中央 → | ← 難波・中百舌鳥和泉中央 → |
| 号車                       | 1                          | 2                          | 3                          | 4                          | 5                          | 6                          | 7                          | 8                          | 竣工                       | 大規模修繕                 | 制御器更新                 | 備考                       |
| -------------------------- | -------------------------- | -------------------------- | -------------------------- | -------------------------- | -------------------------- | -------------------------- | -------------------------- | -------------------------- | -------------------------- | -------------------------- | -------------------------- | -------------------------- |
| 形式                       | クハ 5501 （Tc1）          | ◇ モハ 5001 （M1）         | モハ 5101 （M2）           | サハ 5601 （T）            | サハ 5602 （T'）           | モハ 5102 （M2'）          | ◇ モハ 5002 （M1'）        | クハ 5502 （Tc2）          | 竣工                       | 大規模修繕                 | 制御器更新                 | 備考                       |
| 車両番号                   | 5501                       | 5001                       | 5101                       | 5601                       | 5602                       | 5102                       | 5002                       | 5502                       | 1990/10/26                 | 2015/03/31                 | 2022/01/26                 |                            |
| 車両番号                   | 5503                       | 5003                       | 5103                       | 5603                       | 5604                       | 5104                       | 5004                       | 5504                       | 1992/11/16                 | 2016/01/13                 | 2022/11/18                 | 帯色変更 （2023/03/06）    |
| 車両番号                   | 5505                       | 5005                       | 5105                       | 5605                       | 5606                       | 5106                       | 5006                       | 5506                       | 1993/10/13                 | 2018/03/29                 | 2024/02/06                 |                            |
| 車両番号                   | 5507                       | 5007                       | 5107                       | 5607                       | 5608                       | 5108                       | 5008                       | 5508                       | 1995/04/01                 | 2019/03/27                 |                            |                            |
| 車両番号                   | 5509                       | 5009                       | 5109                       | 5609                       | 5610                       | 5110                       | 5010                       | 5510                       | 1995/02/23                 | 2020/02/19                 |                            |                            |

凡例
- ■：弱冷車[42]
- ■：女性専用車両ステッカー